# European Association of Zoos and Aquaria
Die European Association of Zoos and Aquaria (EAZA) ist ein tiergärtnerischer Verband, dem etwa 400 Zoos, Aquarien und Zooverbände aus Europa und dem westlichen Asien angehören. Der Verein mit Sitz in Amsterdam ist Mitglied der World Association of Zoos and Aquariums (WAZA).

## Geschichte
1988 wurde die European Community Association of Zoos and Aquaria (ECAZA) gegründet. Gründungsmitglieder waren 18 tiergärtnerische Einrichtungen aus acht Staaten. Hauptziel war damals die politische Einflussnahme auf ein Gesetzgebungsverfahren, das länderübergreifende Standards für Zoologische Gärten und Aquarien vorsah und tatsächlich 1999 die EU-Zoodirektive hervorbrachte. Nach dem Fall des Eisernen Vorhangs war der Weg für einen gesamteuropäischen Zooverband geebnet worden. Der Antrag zu einer entsprechenden Erweiterung des Verbandes wurde während der Jahreshauptversammlung 1990 in Bristol von Gunther Nogge eingebracht. Zwei Jahre später, zur Jahreshauptversammlung 1992 in Stuttgart, wurde der Verband offiziell zur EAZA transformiert. Das zuvor unabhängig vom Verband bestehende EEP Executive Office wurde zeitgleich in die EAZA eingegliedert. Seit 1994 findet die EEP-Konferenz während der EAZA-Jahreshauptversammlung statt.

## EAZA heute
Dem weiten Spektrum tiergärtnerischer Arbeit entsprechend, wurden dem Executive Committee im Laufe der Jahre zahlreiche weitere Komitees zur Seite gestellt: Veterinary Committee (1989), Membership and Ethics Committee, Legislation Committee, Aquarium Committee (alle 1992), Technical Assistance and Animal Welfare Committee (1993), Education Committee, Research Committee (beide 1995), Conservation Committee (1998) und Marketing Committee (2000). Das EEP Committee besteht bereits seit 1985 und ist damit älter als die EAZA. 2016 wurde Thomas Kauffels, Direktor des Opel-Zoos in Kronberg im Taunus, Vorsitzender der EAZA. Ihm folgte 2020 Endre Papp vom Sóstó Zoo in Nyíregyháza.

## Vision und Mission
Die Vision der EAZA lautet „Progressive Zoos and Aquariums Saving Species Together with You“, übersetzt: „Progressive Zoos und Aquarien retten Arten gemeinsam mit euch“. „Mit euch“ bezieht sich dabei auf alle, die direkt oder indirekt in den Artenschutz involviert sind, z. B. Zoos, Partnerorganisationen, Bildungseinrichtungen, Zoobesucher und Behörden.
Seit 2021 lautet die Mission der EAZA: “EAZA is the Membership organisation that sets the standard for progressive zoos and aquariums and other partners across Europe, Western Asia and beyond. We strive continuously to define and demonstrate excellence in integrated species conservation through a transparent and collaborative approach to population management, wild animal care and welfare, representation with international organisations, conservation education, and scientific research.” (deutsch: „EAZA ist eine Mitgliederorganisation, die die Standards setzt für progressive Zoos und Aquarien und andere Partner in Europa, West-Asien und darüber hinaus. Wir streben kontinuierlich danach, Exzellenz in integriertem Artenschutz zu definieren und demonstrieren mit Hilfe eines transparenten und kollaborativen Ansatzes im Bereich von Populationsmanagement, Pflege von Wildtieren, Vertretung mit internationalen Organisationen, Bildung im Bereich Natur- und Artenschutz, und wissenschaftlicher Forschung.“)

## Kampagnen
Die EAZA widmet jeweils ein oder zwei Jahre einer besonders bedrohten Tiergruppe oder einem bedrohten Lebensraum mit einer Artenschutz-Kampagne, die stets während der Jahrestagung im September gestartet wird. Zoo-Besucher werden dabei plakativ auf Artenschutz-Probleme aufmerksam gemacht und können Geld für ausgewählte Schutzprojekte spenden. Die Kampagne Let It Grow wurde gemeinschaftlich mit den Botanic Gardens Conservation International (BGCI) und der European Collaborative for Science, Industry & Technology Exhibitions (ECSITE) durchgeführt und widmet sich dem Verlust von Biodiversität und der Invasion von Neobiota in Ökosysteme.
Bisherige Kampagnen:
- 2023–2025: Vietnamazing: Schutz der Flora und Fauna in Vietnam
- 2022–2023: EAZA21+ (verbandsinterne Kampagne)
- 2019–2021: „Which Fish?“: nachhaltiger Fischkonsum und Schutz der Meere
- 2017–2019: „Silent Forest“ (Stummer Wald): Aussterben von asiatischen Singvögeln
- 2015–2017: „Let It Grow“: Verlust von Biodiversität und Invasion von Neobiota, gemeinsam mit BGCI und ECSITE
- 2013–2015: „Pole to Pole“ (Von Pol zu Pol): Polargebiete / „Pull the Plug“ („Zieh den Stecker“, Energiesparen und Klimaschutz)
- 2011–2013: Südostasien (gemeinsam mit der IUCN)
- 2010–2011: Menschenaffen
- 2008–2010: Europäische Karnivoren
- 2007–2008: Amphibien
- 2006–2007: Madagaskar
- 2005–2006: Nashörner
- 2004–2005: Shellshock (Schildkröten)
- 2002–2004: Tiger
- 2001–2002: Tropischer Regenwald
- 2000–2001: Buschfleisch

### Kampagne für ukrainische Zoos
Zu Beginn des Russisch-Ukrainischen Krieges im Jahr 2022 startete die EAZA eine Notfall-Spendenkampagne für ukrainische Zoos und den ukrainischen Zooverband (AZU). Bis Januar 2025 spendeten 11.790 Einzelpersonen und 221 EAZA-Mitglieder mehr als zwei Millionen Euro.